# Düsseldorf
Düsseldorf ( [ˈdʏsl̩dɔʁf]IPA) je hlavním městem německé spolkové země Severní Porýní-Vestfálsko (německy Nordrhein-Westfalen). Žije v něm přibližně 631 tisíc obyvatel na ploše 217,41 km². Nejstarší část města je čtvrť Kaiserswerth. Z Düsseldorfu pocházel známý spisovatel Heinrich Heine, po kterém je zde pojmenovaná i univerzita.
Je jedním z obchodních center Německa. Nachází se zde největší mezinárodní letiště v oblasti.

## Obyvatelstvo
Ve městě žije přibližně 631 tisíc obyvatel, z toho přibližně 18 % (asi 105 000) cizinců, převážně Turků a Řeků.
První vysoký nárůst zaznamenalo město v polovině 19. století, kdy z původních 13 000 se počet přehoupl přes 100 000 obyvatel. V letech 1905–1910 se připojením okolních měst počet obyvatel ztrojnásobil na 350 000. Těsně před druhou světovou válkou sídlilo ve městě asi 540 000 obyvatel, ale během války klesl počet o více než polovinu na 235 000, město se rychle vzpamatovalo a v roce 1951 mělo stejný počet jako před válkou. V roce 1962 žilo ve městě 705 391 obyvatel, což je historicky nejvyšší číslo, v dalších letech počet obyvatel ale klesal. V posledních letech se počet obyvatel příliš neměnil od dnešních 581 000, což je úbytek od rekordního roku 1961 více než 120 000.

## Členění města
| číslo obvodu     | městské části                                                                  | počet obyvatel | rozloha [1000 m2] |
| ---------------- | ------------------------------------------------------------------------------ | -------------- | ----------------- |
| Městský obvod 1  | Altstadt, Derendorf, Golzheim, Carlstadt, Pempelfort, Stadtmitte               | 74 900         | 6597              |
| Městský obvod 2  | Düsseltal, Flingern-Nord, Flingern-Süd                                         | 56 200         | 7828              |
| Městský obvod 3  | Bilk, Flehe, Friedrichstadt, Hafen, Hamm, Oberbilk, Unterbilk, Volmerswerth    | 109 320        | 4517              |
| Městský obvod 4  | Heerdt, Lörick, Niederkassel, Oberkassel                                       | 39 600         | 3100              |
| Městský obvod 5  | Angermund, Kaiserswerth, Kalkum, Lohausen, Stockum, Wittlaer                   | 32 350         | 636               |
| Městský obvod 6  | Lichtenbroich, Mörsenbroich, Rath, Unterrath                                   | 59 000         | 3027              |
| Městský obvod 7  | Gerresheim, Grafenberg, Hubbelrath, Ludenberg                                  | 44 200         | 1581              |
| Městský obvod 8  | Eller, Lierenfeld, Unterbach, Vennhausen                                       | 56 520         | 2685              |
| Městský obvod 9  | Benrath, Hassels, Himmelgeist, Holthausen, Itter, Reisholz, Urdenbach, Wersten | 89 160         | 2438              |
| Městský obvod 10 | Garath, Hellerhof                                                              | 24 920         | 4456              |

## Architektura
Historické budovy města (výběr):
- Kaiserpfalz Kaiserswerth, ruina středověké falce, nejstarší budova města
- Bazilika svaté Markéty v Gerresheimu, středověký klášterní kostel
- St. Lambertus, nejstarší kostel v jádru města
- Zámek Kalkum, klasicistní vodní zámek

Nejvyšší stavbou města je televizní věž Rheinturm, která měří 240,5 m.
Ve městě se také nachází několik mrakodrapů a dalších výškových budov. Z nich lze uvést 10 nejvyšších:
- ARAG-Tower (125 m, sídlo soukromé pojišťovny)
- LVA-Hauptgebäude (123 m, sídlo všeobecné pojišťovny)
- Victoria-Haus (108 m, sídlo soukromé pojišťovny)
- Thyssen-Haus (94 m, ocelářský koncern)
- GAP 15 (90 m)
- Vodafone-Hochhaus (89 m)
- Sky-Office (89 m, soukromá televize)
- Erweiterungsbau Landeszentralbank (74 m, zemská banka)
- Stadttor (72,5 m)
- Stadtsparkasse Düsseldorf (72 m, městská spořitelna)

## Starostové města od konce druhé světové války
- 1945–1946: Walter Kolb (SPD)
- 1946–1947: Karl Arnold (CDU)
- 1947–1956: Josef Gockeln (CDU)
- 1956–1959: Georg Glock (SPD)
- 1960–1961: Willi Becker (SPD)
- 1961–1961: Fritz Vomfelde (CDU)
- 1961–1964: Peter Müller (CDU)
- 1964–1974: Willi Becker (SPD)
- 1974–1979: Klaus Bungert (SPD)
- 1979–1984: Josef Kürten (CDU)
- 1984–1994: Klaus Bungert (SPD)
- 1994–1999: Marie-Luise Smeets (SPD)
- 1999–2008: Joachim Erwin (CDU)
- 2008–2014: Dirk Elbers (CDU)
- 2014–2020: Thomas Geisel (SPD)
- 2020–nyní : Stephan Keller (CDU)

## Slavní rodáci
- Anna Klevská (1515–1557), manželka anglického krále Jindřicha VIII.[3]
- Eleonora Magdalena Falcko-Neuburská (1655–1720), manželka římského císaře a českého krále Leopolda I.[4]
- Friedrich Heinrich Jacobi (1743–1819), německý spisovatel a filozof[5]
- Peter von Cornelius (1783–1867), německý malíř[6]
- Heinrich Heine (1797–1856), německý romantický básník, prozaik a esejista[7]
- Oswald Achenbach (1827–1905), německý malíř, krajinář[8]
- Felix Klein (1849–1925), německý matematik[9]
- Paul Natorp (1854–1924), německý filozof a vysokoškolský učitel[10]
- Luise Rainerová (1910–2014), německá herečka, držitelka Oscara[11]
- Kurt Franz (1914–1998), nacistický válečný zločinec, velitel vyhlazovacího tábora Treblinka[12]
- Jürgen Habermas (* 1929), německý neomarxistický filozof a sociolog[13]
- Wim Wenders (* 1945), německý filmový režisér a producent[14]
- Uli Jon Roth (* 1954), německý kytarista[15]
- Heike Makatschová (* 1971), německá herečka[16]
- Maria Radnerová (1981–2015), německá kontraaltová operní pěvkyně[17]
- Amin Younes (* 1993), německý fotbalový záložník[18]

## Partnerská města
- Ammán, Jordánsko
- Bělehrad, Srbsko
- Čchung-čching, Čína
- Haifa, Izrael
- Chemnitz, Německo
- Chicago, USA
- Lillehammer, Norsko
- Moskva, Rusko
- Palma de Mallorca, Španělsko
- Reading, Spojené království
- Toulouse, Francie
- Varšava, Polsko